# نیت‌حتپ
نیت‌حُتِپ یا نِت‌حُتِپ (به انگلیسی: Neithhotep) (ش. ح. ۳۰۵۰ پیش از میلاد) یک ملکه مصر باستان بود که در اوایل دودمان نخست مصر زندگی می‌کرد و حکومت داشت. او زمانی به عنوان یک فرمانروای مذکر شناخته می‌شد؛ مصطبه بسیار بزرگ او و سرخ سلطنتی که نام او را در چندین اثر مُهردار احاطه کرده بود، پیش‌تر مصرشناسان و مورخان را به این باور نادرست رسانده بود که ممکن است او یک پادشاه ناشناخته بوده باشد. اما با توسعه شناخت از نوشته‌های نخستین مصری، پژوهشگران دریافتند که نیت‌حتپ در حقیقت زنی با رتبه‌ای استثنایی بوده است. او بعدها به عنوان همسر اولین فرعون مصر متحد، نارمر، و مادر هورآها شناخته شد.
شواهد باستان‌شناسی نشان می‌دهند که او ممکن است به‌عنوان یک فرعون مستقل حکومت کرده باشد و در این صورت، کهن‌ترین فرمانروای زن شناخته‌شده در تاریخ خواهد بود.

## هویت

### نام
نام نیت‌حتپ با نیث، ایزدبانوی جنگ و شکار مرتبط است. این روند، که در دودمان نخست به‌ویژه متداول بود، در نام بسیاری از ملکه‌ها (مانند مرنیث، یکی دیگر از فرعون‌های زن احتمالی و از نسل نیت‌حتپ) و شاهدخت‌ها (مانند آها-نیث، حر-نیث، نخت-نیث و قا-نیث) دیده می‌شود.

### القاب

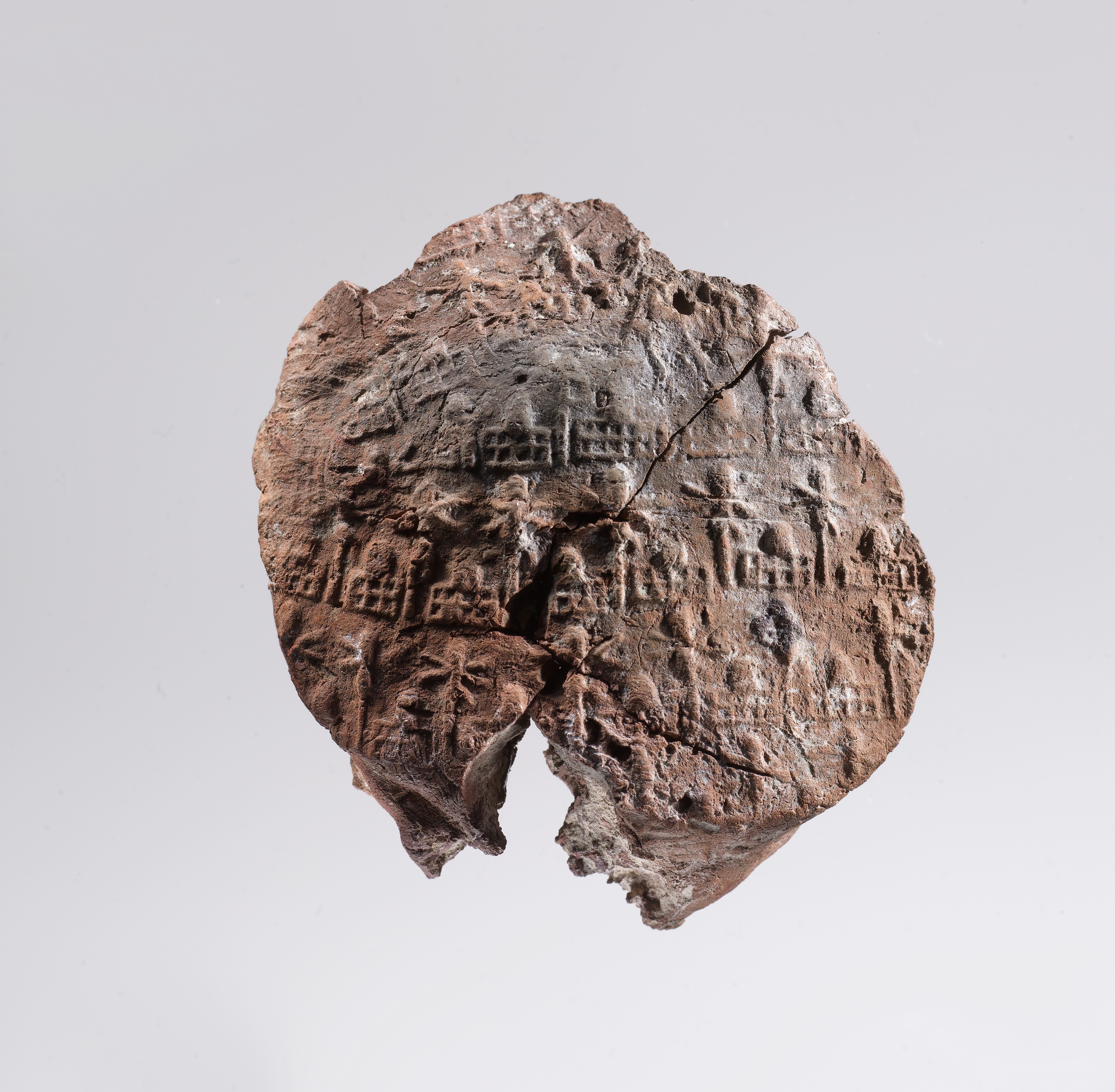
مُهر گِلی حاوی نام ملکه نیت‌حتپ، موزه هنر متروپولیتن

نیت‌حتپ به‌عنوان یک ملکه، چندین لقب مهم و مذهبی داشت:
- بانوی برتر (مصر: Khenty wat)
- همسر دو بانو (مصر: Semat Nebty)

ممکن است نیت‌حتپ عناوین سلطنتی بیشتری داشته باشد که هنوز کشف نشده‌اند. در زمان فرمانروایی او، بسیاری از القاب سلطنتی پادشاهان و ملکه‌ها هنوز معرفی نشده بودند. در این مرحله اولیه از توسعه هیروگلیف مصری، احتمالاً مصریان نخستین نمی‌دانستند چگونه برخی از عناوین را بیان کنند. همچنین، نقش‌های دودمانی ملکه‌ها در آن دوران ممکن است متفاوت از دوره مرنیث بوده باشد.

### شواهد
نام نیت‌حتپ در حلوان (مصر)، ابیدوس و نقاده یافت شده است. این نام بر روی مُهرهای گلی، برچسب‌های عاجی و کتیبه‌هایی روی کاسه‌های سنگی دیده می‌شود. بیشتر این اشیا در مجموعه تدفینی او و در مقبره‌های آها و دجر کشف شده‌اند. در چندین مهر گلی، نام نیت‌حتپ درون یک سرخ دوگانه نوشته شده است و در بین این سرخ‌ها، نشان الهی نیث قرار دارد. یک مُهر غیرمعمول نیز نام حتپ‌جو را نشان می‌دهد.

### اکتشافات جدید
یکی از سایت‌های جدیدی که نام نیت‌حتپ در آن یافت شده است، وادی امیرا در شبه‌جزیره سینا است. در این محل، چندین سنگ‌نگاره مربوط به دوران فرمانروایی ایری هور، نارمر، دجر و رانب کشف شده‌اند. یکی از کتیبه‌های متعلق به دجر در سمت چپ خود کاروانی از کشتی‌های جشن سلطنتی را نشان می‌دهد، درحالی‌که در سمت راست، سرخی سلطنتی با نام دجر درون آن دیده می‌شود. شاهین هوروس بر روی سرخ، گرز جنگی در دست دارد و دشمن زانوزده‌ای را می‌کوبد. نام نیت‌حتپ به‌طور مورب در سمت چپ بالای سرخ قرار دارد.

## ارزیابی‌های تاریخی
پس از کشف مقبره او، نیت‌حتپ به‌عنوان یک فرمانروای مذکر در نظر گرفته شد؛ مقبره بسیار بزرگ او و سرخی که نام او را در چندین مهر گلی احاطه کرده بود، مصرشناسان و مورخان را به این باور نادرست رسانده بود که او ممکن است پادشاهی ناشناخته باشد. بااین‌حال، با توسعه درک از نوشته‌های اولیه مصر، پژوهشگران دریافتند که نیت‌حتپ در حقیقت زنی اشرافی با رتبه‌ای خارق‌العاده بوده است. در نتیجه، پژوهشگران او را همسر نارمر و مادر هورآها شناختند. این دیدگاه با مهرهای گلی یافت‌شده در مقبره او، که سرخ‌های نارمر و آها را نشان می‌دهند، تقویت شد.
نام نیت‌حتپ در چندین مهر گلی درون یک سرخ ظاهر شده است، که معمولاً فقط برای فرمانروایان مذکر استفاده می‌شد. دوم، مقبره او به‌طور غیرعادی بزرگ است و دارای محوطه آیینی مخصوص به خود می‌باشد؛ چنین ویژگی‌هایی فقط در مقبره مرنیث نیز دیده می‌شود. سوم، کتیبه‌های وادی امیرا نشان می‌دهند که نیت‌حتپ مأموریتی را برای استخراج معادن و برداشت منابع رهبری کرده است؛ اما چنین اقدامی معمولاً نیازمند قدرت سلطنتی بود که یک ملکه همسر ساده از آن برخوردار نبود - مگر آنکه او در واقع یک فرمانروای مستقل و کاملاً صاحب‌اختیار بوده باشد.
پروندهٔ نیت‌حتپ شباهت‌های شگفت‌انگیزی با پروندهٔ مریت‌نیت دارد، ملکه‌ای که برای پسر خردسال خود، پادشاه دن (فرعون)، ادارهٔ حکومت را در دست داشت. این موضوع مصرشناسان را به این نظریه رسانده است که ملکه نیت‌حتپ نیز ممکن است برای یک پادشاه نوزاد به‌عنوان نوعی «پادشاه جایگزین» حکومت کرده باشد. اکنون مشخص شده است که چنین اقدامی در دوره‌های نخستین مصر امری نسبتاً رایج بوده است. سلسله‌های سلطنتی در دوران نخستین توسط مادران سلطنتی بنیان نهاده می‌شدند، نه از طریق وراثت از پدر به پسر.
برخی از پژوهشگران حتی بر این باورند که نیت‌حتپ ممکن است همان پادشاه تتی باشد که در فهرست‌های پادشاهی رامسسی آمده و به‌طور غیرمستقیم در سنگ پالرمو ذکر شده است. سنگ پالرمو فترتی میان پادشاه آها و جر را نشان می‌دهد و در ستون اول رویدادهای سالانه، به «دو تاریخ درگذشت» اشاره دارد. اختلاف میان تاریخ مرگ حورآها و یادداشت دوم مرگ، حدود ۱ سال، ۱ ماه و ۱۵ روز است. چنین بازهٔ زمانی کوتاهی برای یک پادشاه واقعی مانند حورآها، جر یا واج غیرعادی به نظر می‌رسد، اما می‌تواند با کسی که به‌عنوان جایگزین فرعون اصلی حکومت کرده، همخوانی داشته باشد. این امر اکنون برای ملکه نیت‌حتپ اثبات شده است؛ بنابراین، این احتمال وجود دارد که اشارهٔ سنگ پالرمو به دورهٔ نیابت سلطنت نیت‌حتپ باشد. این موضوع همچنین توضیح می‌دهد که چرا هیچ اثری معاصر از نام سلطنتی تتی در دودمان اول مصر وجود ندارد، درحالی‌که دیگر نام‌ها (ایتج و ایتا) ثبت شده‌اند.
همسان دانستن ملکه نیت‌حتپ با تتی یکم مورد پذیرش عمومی نیست. مصرشناسانی همچون ورنر کایزر و والتر بی. امری به چندین قطعه مُهر گِلی اشاره می‌کنند که نام‌های حوروسی همهٔ پادشاهان از نارمر تا دن را نشان می‌دهند. چنین مهرهایی در آرامگاه دن و ملکه مریت‌نیت کشف شده‌اند و همگی فهرست خود را با نام نارمر، همسر نیت‌حتپ، آغاز می‌کنند. کایزر و امری این موضوع را نشانه‌ای می‌دانند که نارمر، نه حورآها، بنیان‌گذار دودمان اول بوده است. افزون بر این، کایزر به قطعات مهرهایی اشاره دارد که نام منج را در کنار سرخ نارمر نشان می‌دهند؛ بنابراین، این احتمال وجود دارد که نارمر همان پادشاه منس باشد. در این صورت، نام کارتوشی «تتی» متعلق به حورآها خواهد بود، نه ملکه نیت‌حتپ.

## آرامگاه

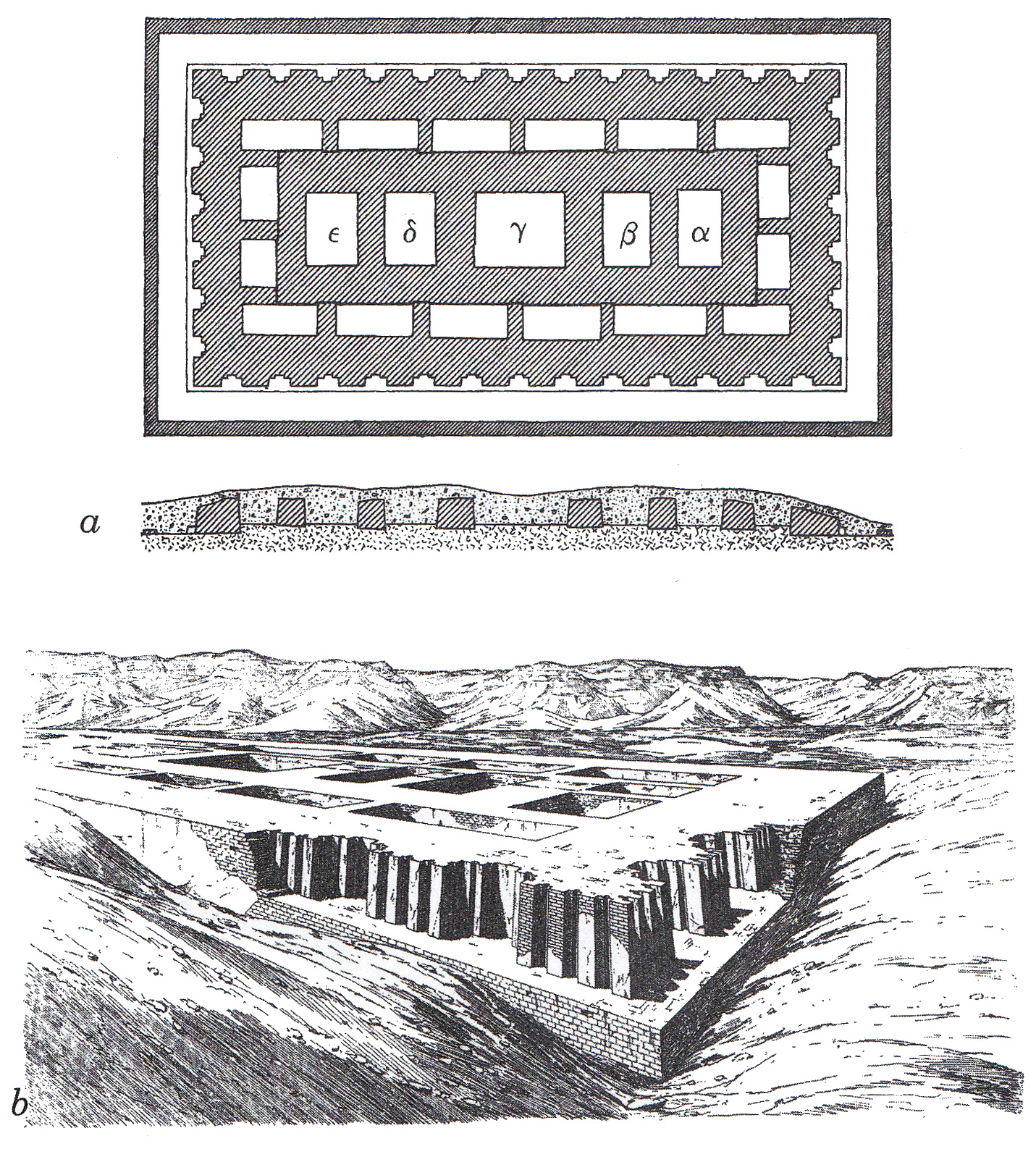
مصطبه‌ای منسوب به نیت‌حتپ که احتمالاً به دستور حورآها ساخته شده است.

آرامگاه نیت‌حتپ در سال ۱۸۹۷ توسط باستان‌شناس فرانسوی ژاک دو مورگان در محوطهٔ نقاده کشف شد. او تنها ۱۵ روز را به حفاری این بنا اختصاص داد. در سال ۱۸۹۸، باستان‌شناس آلمانی لودویگ بورشارت این آرامگاه را بار دیگر بررسی کرد. جان گارستانگ در سال ۱۹۰۴ آن را مجدداً کاوش کرد و صدها شیء به جا مانده از حفاری‌های پیشین را کشف کرد که حدود دویست مورد از آن‌ها اکنون در موزه باستان‌شناسی گارستانگ در دانشگاه لیورپول نگهداری می‌شوند.
بخش فوقانی آرامگاه از یک مصطبه عظیم ساخته شده از آجرهای گلی سخت‌شده تشکیل شده بود که دیوارهای بیرونی آن دارای تورفتگی‌های تزیینی بودند. این بنا اکنون به‌طور کامل به دلیل فرسایش طبیعی از بین رفته است. به دلیل ابعاد بسیار بزرگ آن، در گذشته گمان می‌شد که این آرامگاه متعلق به پادشاه منس باشد. محل انتخاب‌شده برای آرامگاه ممکن است نشان‌دهندهٔ ارتباط نیت‌حتپ با نخبگان حاکم یک مرکز قدرت در نقاده باشد، نه از مصر سفلی، همان‌گونه که به‌طور سنتی فرض می‌شد. پیش‌تر این باور وجود داشت که نیت‌حتپ با نارمر ازدواج کرده است تا به یکپارچگی مصر کمک کند.